# Methacrolein
Methacrolein ist eine chemische Verbindung (ein ungesättigter Aldehyd) die in Form einer klaren brennbaren Flüssigkeit vorkommt, welche vor allem zur Herstellung von Kunststoffen verwendet wird.

## Vorkommen
Natürlich kommt Methacrolein in Äpfeln vor.

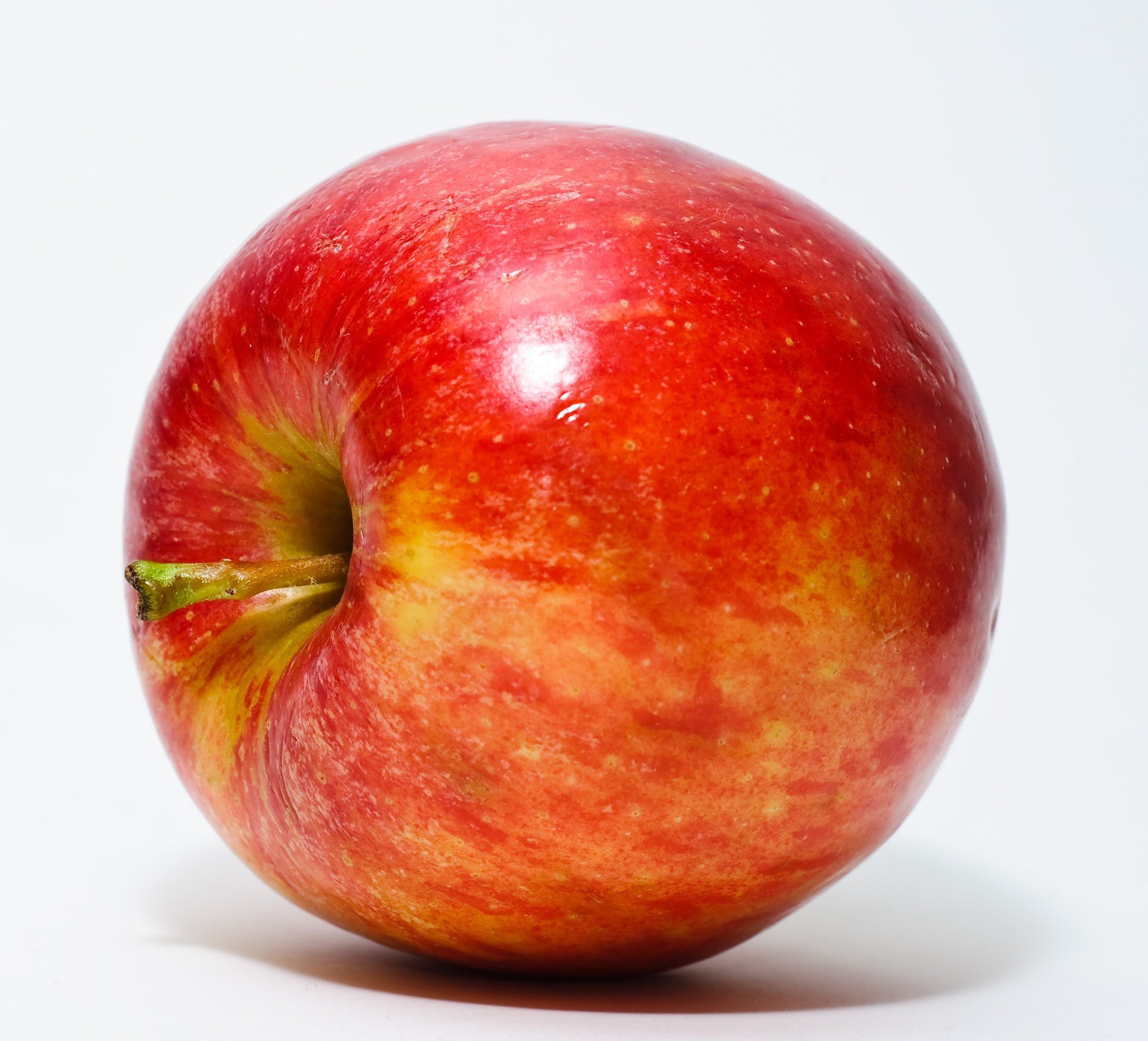
Äpfel enthalten natürlicherweise Methacrolein

## Gewinnung und Darstellung
Hergestellt wird Methacrolein durch:
1. Gasphasenoxidation von Isobuten oder tert-Butanol
2. Mannich-Kondensation von Propionaldehyd mit Formaldehyd
3. Dehydrogenierung von Isobutyraldehyd

## Eigenschaften
Methacrylaldehyd ist eine leicht flüchtige, gelbliche Flüssigkeit mit stechendem Geruch, welche löslich in Wasser ist.  Die Dämpfe von Methacrolein sind schwerer als Luft.

## Verwendung
Methacrolein wird als Zwischenprodukt zur Herstellung von Polymeren (z. B. Methylmethacrylat), Harzen, Pflanzenschutzmitteln und in geringem Maße für Geschmacks- und Geruchsstoffe verwendet.

## Sicherheitshinweise
Methacroleindämpfe wirken stark reizend bis ätzend auf Schleimhäute, Haut und Lunge. Die Dämpfe von Methacrylaldehyd können mit Luft ein explosionsfähiges Gemisch (Flammpunkt −15 °C, Zündtemperatur 295 °C) bilden.